# Lijst van voetbalinterlands Armenië - Litouwen
Deze lijst van voetbalinterlands is een overzicht van alle officiële voetbalwedstrijden tussen de nationale teams van Armenië en Litouwen. De landen speelden tot op heden vier keer tegen elkaar. De eerst ontmoeting, een vriendschappelijke wedstrijd, werd gespeeld in Kaunas op 3 juni 2000. Het laatste duel, eveneens een vriendschappelijke wedstrijd, vond plaats op 27 maart 2018 in Jerevan.

## Wedstrijden
| № | Plaats  | Datum            | Competitie        | Wedstrijd          | Uitslag |
| - | ------- | ---------------- | ----------------- | ------------------ | ------- |
| 1 | Kaunas  | 3 juni 2000      | Vriendschappelijk | Litouwen – Armenië | 1 – 2   |
| 2 | Kaunas  | 10 augustus 2011 | Vriendschappelijk | Litouwen − Armenië | 3 − 0   |
| 3 | Jerevan | 14 november 2012 | Vriendschappelijk | Armenië − Litouwen | 4 − 2   |
| 4 | Jerevan | 27 maart 2018    | Vriendschappelijk | Armenië − Litouwen | 0 − 1   |

## Samenvatting
| Competitie        | Totaal gespeeld | Winst Armenië | Gelijk | Winst Litouwen | Doelsaldo Armenië – Litouwen |
| ----------------- | --------------- | ------------- | ------ | -------------- | ---------------------------- |
| Vriendschappelijk | 4               | 2             | 0      | 2              | 6 − 7                        |
| Totaal            | 4               | 2             | 0      | 2              | 6 − 7                        |

Wedstrijden bepaald door strafschoppen worden, in lijn met de FIFA, als een gelijkspel gerekend.